# Atribut (sintaxi)
L'atribut és una funció tradicional de la sintaxi. És un sintagma que acompanya els verbs copulatius (ser, estar, semblar, parèixer) i que es refereix al subjecte de la frase. En català, l'atribut es pot substituir pels pronoms febles ho i en principalment.
En català l'atribut pot estar format per:
- Un nom
  - La Paula serà mare. → La Paula ho serà. - La Paula en serà.
- Un pronom
  - El jugador és ell. N'és el jugador.
- Un adjectiu
  - El llibre és vell. → El llibre ho és. - El llibre n'és.
  - L'Alba està malalta. → L'Alba ho està. - L'Alba n'està.
- Un sintagma nominal
  - Terrassa és una ciutat. → Terrassa ho és. - Terrassa n'és.
  - Aquest dibuix sembla una obra d'art. → Aquest dibuix ho sembla. - Aquest dibuix en sembla.
  - Aquesta pareixia la seva oportunitat. → Aquesta ho pareixia.
- Un sintagma preposicional
  - Aquest bar és del Barça. → Aquest bar ho és. - Aquest bar n'és.